# Cladiella rotundata
Cladiella rotundata is een zachte koraalsoort uit de familie Alcyoniidae. De koraalsoort komt uit het geslacht Cladiella. Cladiella rotundata werd in 1970 voor het eerst wetenschappelijk beschreven door Tixier-Durivault. 